# Gaslighting
Gaslighting hay gas-lighting (nghĩa đen: thắp sáng đèn ga) là một hình thức lạm dụng tâm lý hoặc cảm xúc, trong đó kẻ lạm dụng sử dụng thông tin bị bóp méo, thiếu sự thật khiến nạn nhân ban đầu lo lắng, bối rối rồi dẫn đến nghi ngờ suy nghĩ, giá trị, trí nhớ, óc phán đoán của mình và mất dần đi cảm nhận về thực tế. Ví dụ hành vi gaslighting còn có thể kể đến: dùng những từ ngữ có tính chất tiêu cực, tổn thương với nạn nhân, phủ nhận sự việc đã từng xảy ra hay dựng chuyện. Thuật ngữ Gaslighting bắt nguồn từ vở kịch, phim cùng tên là Gaslight và được sử dụng rộng rãi trong nghiên cứu tâm lý nói chung cũng như tâm lý trị liệu nói riêng.

## Nguồn gốc

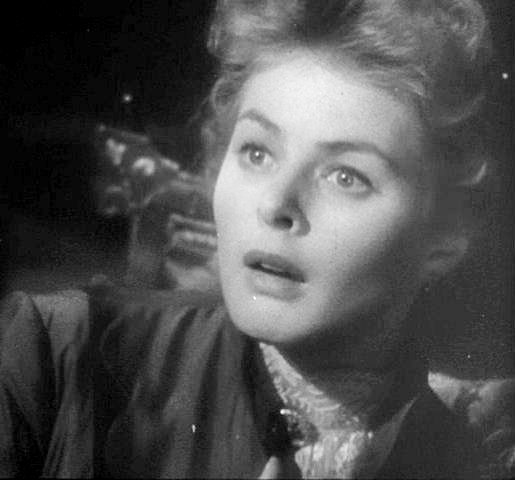
Ingrid Bergman, trong vai bà Manningham trong bộ phim Gaslight (1944)